# Primulina minutimaculata
Primulina minutimaculata là một loài thực vật có hoa trong họ Tai voi. Loài này được D. Fang & W. T. Wang mô tả khoa học đầu tiên năm 1981 dưới danh pháp Chirita minutimaculata.